# N6 (автодорога, Ирландия)

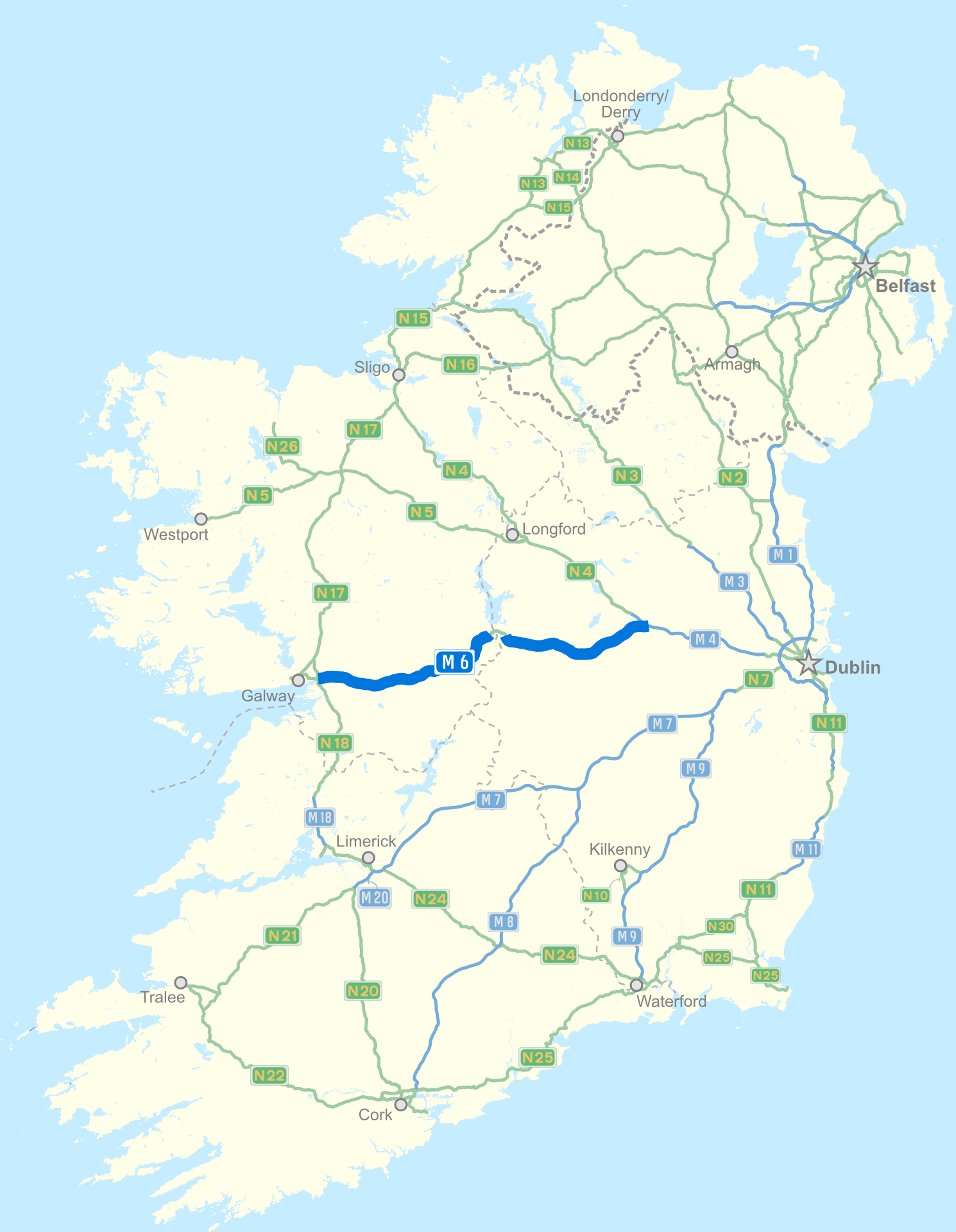
Маршрут

N6 — ирландская государственная первичная дорога, входящая в число самых важных, ведущая от 11 пересечения дороги M4 у Киннегода в Голуэй. Большая часть дороги составляет автотрасса M6, за исключением объезда вокруг Атлона.